# Aeolesthes aurifaber
Aeolesthes aurifaber es una especie de escarabajo del género Aeolesthes, tribu Cerambycini, familia Cerambycidae. Fue descrita científicamente por White en 1853.
Se distribuye por Indonesia, Laos, Malasia y Vietnam. Mide 29-41 milímetros de longitud. El período de vuelo ocurre en los meses de febrero, marzo, abril, mayo, junio, julio, octubre y noviembre.